# Cikladi
Cikladi ili Kikladi (grčki: Κυκλάδες) je naziv za skupinu otoka u Egejskom moru, koja se nalazi jugoistočno od centralnog dijela grčkog kopna Atike i sjeverno od otoka Krete. Cikladi su grčkom aministrativnim ustrojem, jedinstvena teritorijalna jedinica Prefektura Cikladi, u sklopu veće teritorijalne jedinice Periferije južni Egej. 
Ime su dobili od grčke riječi: okolo (κυκλάς), a mislilo se na sve otoke koji se nalaze okolo svetog (u doba antike) otoka Dela.
Cikladi su otočna skupina od čak 220 otoka, od kojih je većina mala i nenastanjena, veći otoci su; 
- Amorgos,
- Anafi,
- Andros,
- Antiparos,
- Del (Delos),
- Folegandros,
- Ios,
- Kéa,
- Kimolos,
- Kitnos,
- Milos,
- Mikonos,
- Naksos,
- Par (Paros),
- Serifos,
- Sifnos,
- Sikinos,
- Siros,
- Santorini,
- Tinos.

Grad Ermoupolis, na otoku Siros, je administrativni centar Prefekture Cikladi.
Najveći otoci Ciklada su Naksos, Andros, Milos i Par.

## Zemljopisne odlike
Cikladi su brdoviti otoci, kameniti, sušni, s vrlo malo vegetacije. Jedino su manje kotline i udoline plodne i zelene tijekom cijele godine. Dva otoka ove otočne skupine su vulkanskog podrijetla; Milos i Santorini.
Klima na Cikladima je tipično sredozemna. Tijekom dugih i žarkih ljeta, ima vrlo malo oborina, tako da su česte suše. Zime su blage i umjerene, ali tada pušu snažni vjetrovi iz Male Azije, tako da obriju sve više raslinje. 
Otoci bliže kopnu imaju izvore podzemnih voda, dok su oni udaljeniji (južniji) lišeni podzemnih izvora.
Biljni i životinjski svijet je onaj tipičan za Sredozemlje. Zbog nedostatka vode, ali i neplodne zemlje ( izuzetak je otok Naksos) poljoprivreda nije osobito razvijena, dominira uzgajanje maslina, vinove loze uz voće i žitarice. U rijetkim navodnjavanim područjima uzgajaju se agrumi, krumpir i duhan.

## Povijest
Za Ciklade je izuzetno važno razdoblje kasnog neolita i mlađeg brončanog doba, razdoblje koje zovemo Cikladska kultura, koja je kasnije imalo veze s Kretskom kulturom. Cikladska kultura je nestala poslije velike erupcije vulkana na otoku Santoriniju, koji uništio veći dio otoka. 
Tijekom klasičnog perioda stare Grčke Cikladi su bili niz malih, ali 
značajnih grčkih polisa. U to doba osobito se isticao Delski savez. Nakon toga 
Cikladima vlada Rimsko Carstvo, a potom Bizant.
Nakon križarskog osvajanja Konstantinopolisa, 1204. g. Cikladi dolaze pod vlast Mlečana, pod kojima ostaju do sredine XVI st. Duga vladavina Mlečana, ostavila je traga u arhitekturi i religiji, tako na otocima postoji velika zajednica grkokatolika osobito na otocima Sirosu i Tinosu.
Nakon pada otoka pod otomansku vlast, Cikladi su i nadalje zadržali neku vrst autonomije i razvijali se nezavisno od glavnine matice zemlje.
Danas su otoci jedna od najvažnijih turističkih destinacija Grčke, zbog toga danas imaju porast broja stanovnika.

### Arheološka iskapanja
Prva arheološka iskapanja na otocima provedena su 1880-ih pod nadzorom Britanske škole iz Atene i grčkog arheologa Christosa Tsountasa. Ona su obuhvatila nekropole na nekoliko otoka, rezultat njihova otkrića bila je spoznaja o zasebnoj neolitskoj kulturi "Cikladskoj kulturi". Cikladska kultura je bila spoj kulturnih utjecaja iz Anatolije (i starih kultura bliskog Istoka) i kontinentalne Grčke.
Najpoznatiji nalazi te kulture su brojne male mramorne skulpture ženskih idola, mramorne glave (koje su svoj utjecaj imale na suvremene kipare Constantina Brancusija i Jeana Arpa

## Pozivni brojevi
22810 - otoci Siros, Kitnos, Serifos
22820 - Andros
22830 - Tinos
22840 - otoci Par i Sifnos
22850 - otoci Amorgos i Naksos
22860 - otoci Folegandros, Ios, Santorini i Sikinos
22870 - Kimolos i Milos
22880 - Kea
22890 - Mikonos

## Vanjske poveznice
- LZMK / Hrvatska enciklopedija: Cikladi
- Jeremy B. Rutter, "The Prehistoric Archaeology of the Aegean"   Arhivirana inačica izvorne stranice od 1. siječnja 2009. (Wayback Machine): Povijest Cikladske kulture
- Portal s vijestima s Ciklada